# عثمان جروب
عثمان جروب أو مجموعة عثمان (بالإنجليزية: OG) هي مجموعة من الشركات التي أسسها المهندس عثمان أحمد عثمان في عام 1974 م. وتشمل أنشطة OG البناء والعقارات والتصنيع والتجارة والزراعة وتكنولوجيا المعلومات والأنشطة اللوجستية. رغم أن مقرها في مصر ، فإن OG لديها العديد من الأنشطة في الخارج.

## مواقع المجموعة
تعمل مجموعة عثمان حاليًا في مصر وقطر والسعودية وليبيا وأمريكا الشمالية.

## التاريخ

### 1940
المهندس أسس عثمان أحمد عثمان وإخوانه عثمان أحمد عثمان وشركاه الذين يعملون في مجال المقاولات والهندسة.
تأسيس هندسة المشاريع الصناعية والعامة
شركة (عثمان عبد الرحمن عثمان وشركاه) لاستيعاب حجم العمل المتزايد، والتي سميت فيما بعد باسم المقاولون العرب (عثمان عبد الرحمن عثمان وشركاه)

### 1961
تم تأميم المقاولون العرب (عثمان أحمد عثمان وشركاه) ، مع الحفاظ على اسمه ورئاسته تحت إدارة المهندس. عثمان أحمد عثمان.

### 1973
المهندس عثمان أحمد عثمان وزيرا للإسكان والتعمير
المهندس تولى حسين عثمان رئاسة الشركة واستمرت الشركة في الازدهار. تجاوزت قيمة التداول مليار دولار وبلغ عدد الموظفين الدائمين أكثر من 56000.

### 1974
سمح للقطاع الخاص بإعادة تأسيس نفسه في مصر بموجب قانون الاستثمار الجديد مما أدى إلى تشكيل:
مجموعة عثمان (مجموعة شركات عثمان أحمد عثمان) ، وهي مشاريع مملوكة ملكية خاصة من قبل أفراد من عائلة عثمان.

### 2009
تعتبر مجموعة عثمان واحدة من المجموعات الخاصة الكبيرة والراسخة في مصر. تتوسع خدماتها لتشمل مصر بالعديد من المكاتب والفروع في منطقة الشرق الأوسط وشمال إفريقيا.

## الشركات التابعة

### مجال المقاولات
- المقاولات والصناعات التخصصية
- مصر ريموند للاساسات
- مصر ديوداج

### الزراعة
- مزرعة الوفاء
- المجموعة المتحدة للإستثمار
- عثمان جرين

### الصناعة
- scic الخرسانة الجاهزة
- جبس سينا
- عثمان الأخشاب
- مجمع عثمانسون للإستثمار الصناعي
- تكنوكريت الخرسانة
- إنسومات
- كواريكو

### الخدمات اللوجيستية والعقارات
- الصناعات والخدمات المتقدمة
- عثمانسون للاستثمارات

### تكنولوجيا المعلومات
- عثمان تك
- جلوبال جيبوبيتس مصر
- عثمان جروب سينما [2][3]

### خارج مصر
- عثمان قطر
- ريمون قطر
- المقاولون السعوديون
- الجبس القطري[4]